# 10286 Шноллія
10286 Шноллія (10286 Shnollia) — астероїд головного поясу, відкритий 16 вересня 1982 року.
Тіссеранів параметр щодо Юпітера — 3,512.
Названо на честь російського біофізика Симона Ельєвича Шноля (нар. 1930).